# Zalew Dzibice
Zalew Dzibice, nazývaný také Zalew Kostkowicki či Zalew w Kostkowicach, je soustava čtyř umělých vodních nádrží na řece Białka (přítok řeky Krztynia z povodí řeky Visly). Nachází se poblíž železniční trati u vesnice Dzibice ve gmině Kroczyce v okrese Zawiercie ve Slezském vojvodství v jižním Polsku. Leží na severní hranici skal Skały Kroczyckie ve vysočině Wyżyna Częstochowska (Čenstochovská jura), tj. pod kopcem Wzgórze Słupsko s několika vápencovými skalami. Místo je oblíbeným rekreačním, turistickým a rybářským místem a letní pláží. Nachází se zde také parkoviště a kemping na hranici krajinného parku Park Krajobrazowy Orlich Gniazd. Začíná zde zeleně značená turistická trasa Szlak Rzędkowicki vedoucí přes Skały Kroczyckie a Skały Rzędkowickie až za řeku Warta.

## Galerie

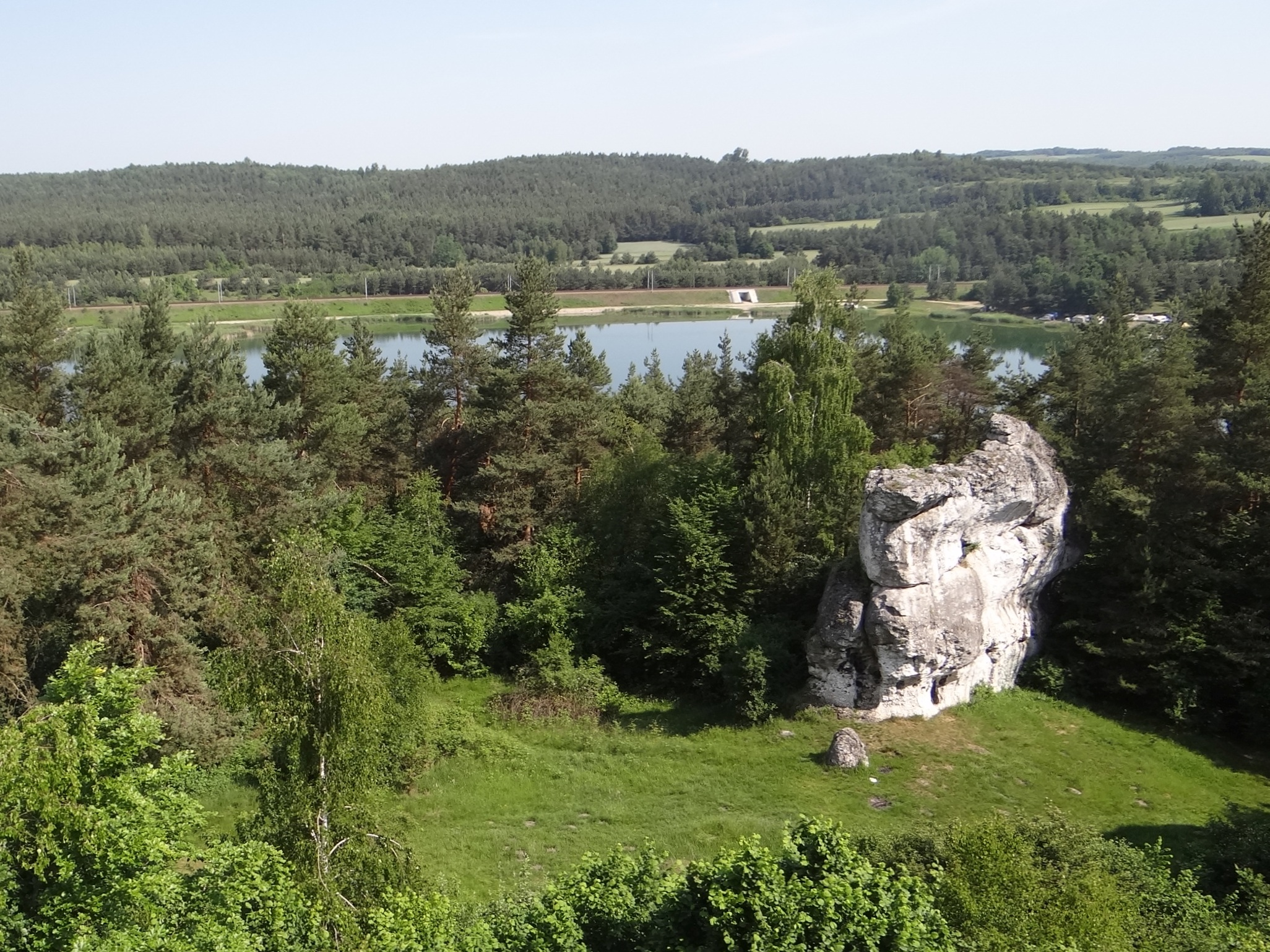
Vápencové skaly u vodní nádrže
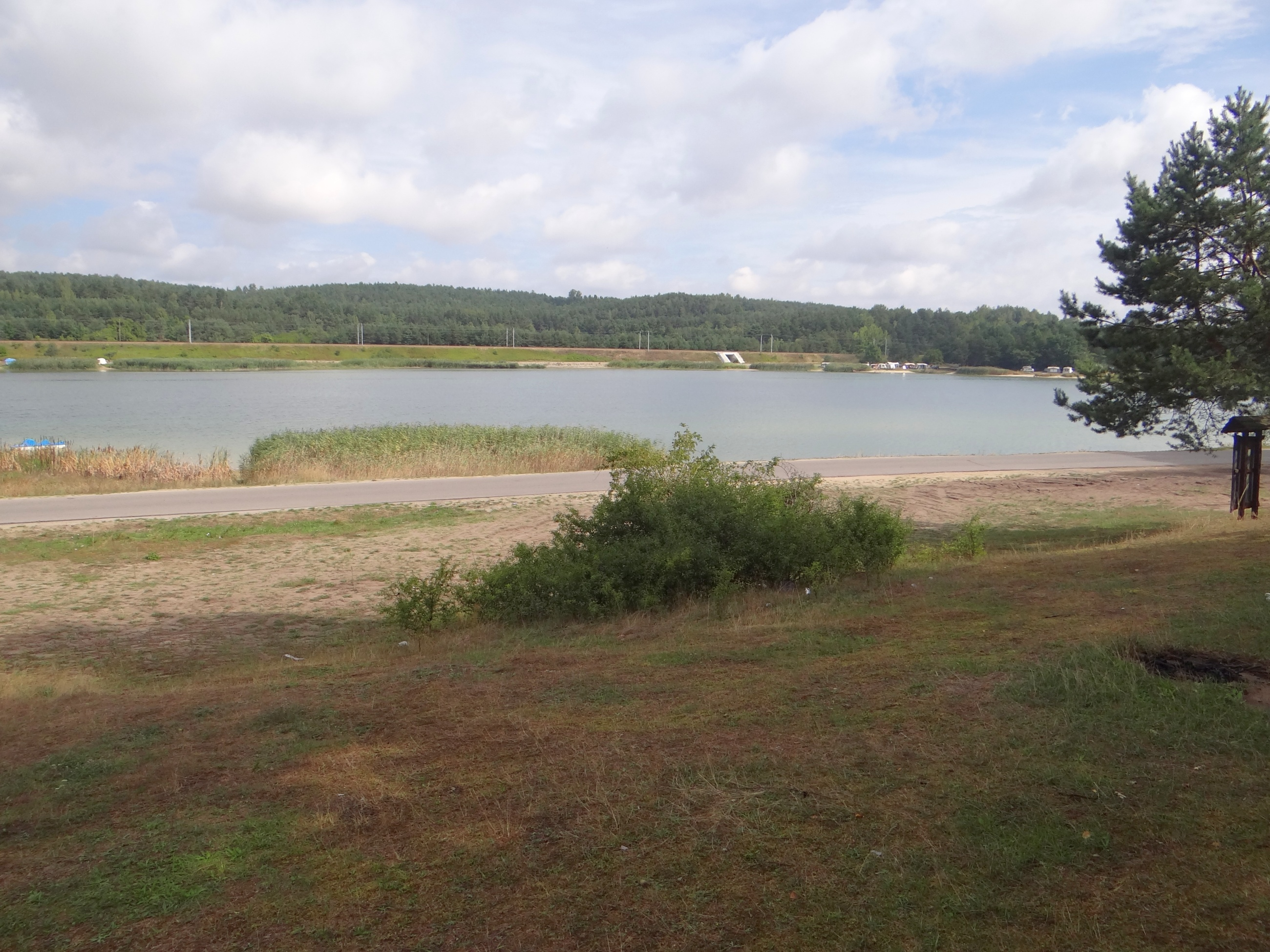
Břeh vodní nádrže